# Юрий Мишинич
Юрий Мишинич (Георгий, Юрья Мишинич) (ум. 10 февраля 1316 г.) — новгородский посадник в 1291—1292 и 1304—1305 гг.

## Биография
Юрий Мишинич принадлежал к видному боярскому роду; его отец, называвшийся кратко Мишей, был сподвижником известного посадника Внезды Водовика и, предположительно, сам посадничал.
В 1291 году произошёл переход на годичный цикл правления посадников, и Юрий Мишинич стал первым (сменив Андрея Климовича), кто пребывал на посту посадника с февраля 1291 по февраль 1292 года Второй раз стал посадником Юрий Мишинич с февраля 1304 по февраль 1305 г. Находясь в этой должности подписал договор с тверским князем Михаилом Ярославичем.
Юрий Мишинич умер 10 февраля 1316 года и был погребён в городе Новгороде, в церкви Сорока Мучеников.
Его сын Варфоломей Юрьевич (ум. 1342) был также посадником новгородским.

## Военные походы
Весной 1294 г. возглавлял поход против шведов, инициированный князем Андреем Александровичем. Тогда же была попытка штурма города Свенска, окончившаяся неудачей и отступлением. 10 февраля 1316 г. принял участие в битве под Торжком против князя Михаила Ярославича и татар. В этой битве погибло немало новгородских бояр, среди них были Юрий Мишинич, Андрей Климович и Михаил Павшинич.